# Валентин Піментель
Валентин Піментель (ісп. Valentín Pimentel, нар. 30 травня 1991) — панамський футболіст, нападник клубу «Ла Екідад».
Виступав, зокрема, за клуби «Віста Алегре», «Сунтракс» та «Пласа Амадор», а також національну збірну Панами.

## Клубна кар'єра
У дорослому футболі дебютував 2010 року виступами за команду клубу «Віста Алегре», в якій провів два сезони.
До складу клубу «Сунтракс» приєднався 2012 року. Відіграв за цей клуб наступні два сезони своєї ігрової кар'єри.
2014 року був орендований клубом «Пласа Амадор», у складі якого провів один сезон. Більшість часу, проведеного у складі, був основним гравцем атакувальної ланки команди.
До складу колумбійського клубу «Ла Екідад» приєднався 2016 року. Відтоді встиг відіграти за команду з Боготи 12 матчів в національному чемпіонаті.

## Виступи за збірну
2015 року дебютував в офіційних матчах у складі національної збірної Панами. Наразі провів у формі головної команди країни 17 матчів, забивши 1 гол.
У складі збірної був учасником розіграшу Золотого кубка КОНКАКАФ 2015 року в США і Канаді, на якому команда здобула бронзові нагороди, розіграшу Кубка Америки 2016 року в США.

## Титули і досягнення
- Бронзовий призер Золотого кубка КОНКАКАФ: 2015